# Bem-estar animal
O conceito de bem-estar animal refere-se a uma boa ou satisfatória qualidade de vida que envolve determinados aspetos referentes ao animal tal como a saúde, a felicidade, a longevidade (Tannenbaum, 1991; Fraser, 1995).
Um dos conceitos mais populares de bem–estar animal foi dado por Barry Hughes que o define como "um estado de completa saúde física e mental, em que o animal está em harmonia com o ambiente que o rodeia" (Hughes, 1976). Outra definição foi dada por Broom (1986) em que o bem-estar animal é definido pela "sua capacidade em se adaptar ao seu meio ambiente".
No entanto há diversas expectativas sobre o que é mais importante para se obter essa qualidade de vida. Todas essas expectativas levam a que possamos perceber que há muitos aspectos a ter em atenção e que nenhum deles podem ser considerados certos ou errados, mas que apenas correspondem a diferenças de valores e de opiniões. Assim, o conceito de bem-estar animal tem de representar um consenso entre os cientistas e o público em geral. Tendo por base este consenso surgiu as cinco liberdades dos animais teoria criada pelo professor John Webster e divulgada pelo Farm Animal Welfare Council (FAWC): ele deve ser livre de fome e de sede; livre de desconforto; livre de dor, lesões ou doença; livre para expressar os seus comportamentos normais; livre de medo e aflição. Uma proposta recente pretende reformular as 5 liberdades de forma mais simples, como: liberdade nutricional, liberdade sanitária, liberdade ambiental; liberdade comportamental, e liberdade psicológica.
Hoje o bem-estar animal está em torno de 5 domínios, que são quatro domínios físicos/ funcionais da “nutrição”, “ambiente”, “saúde física” e “comportamento” e um (quinto) relacionado ao estado "mental" do animal:
- O primeiro domínio (nutrição) é observado através da satisfação alimentar, provimento de água e nutrição;
- o segundo (ambiente) se resume aos desafios ambientais como frio, calor, falta de espaço, problemas de manejo, entre outros;
- o terceiro (saúde física) está relacionado com a observação de ferimentos, saúde e comprometimentos funcionais da espécie;
- o quarto (comportamento) traz como significado restrições comportamentais e interações desses indivíduos;
- e o quinto (estado mental) é resultado de fome, sede, dor, medo, debilidade, solidão, ansiedade, frustração, depressão, desesperança... resultando em comportamentos mentais da espécie. Vale lembrar que o contrário de bem-estar animal é mal-estra animal, sendo que os domínios visam o primeiro.]

## Experiência subjectiva nos animais
Bem-estar animal está relacionado com o conceito moral que envolve os animais por lhe atribuirmos capacidade de gerar experiências subjectivas tais como estados afetivos, sofrimento em condições adversas e sentimentos de prazer em situações agradáveis. Como afirmava Bentham (1789), "A questão não é: Possuem razão? nem, Conseguem falar?, mas Podem sofrer?". Segundo a perspectiva de experiência subjectiva, bem-estar é quando um animal se sente bem. Dado a dificuldade em medir estados afetivos diretamente, tem se proposto várias medidas comportamentais indiretas como a análise da preferência animal em várias situações e sua motivação para ter acesso a recursos ou executar comportamentos particulares; estudos sobre comportamentos anormais (estereotipias), comunicação animal (vocalizações), entre outros.

### Animais como sistemas biológicos
Nesta perspectiva o mais importante é o funcionamento do organismo, levantando questões de bem-estar as situações de doença, dor, mal nutrição. Assim, um animal atinge o seu bem-estar ao crescer e desenvolver-se normalmente, reproduzir-se, ter as funções fisiológicas e comportamentais normais, ter uma longa longevidade e elevado fitness. Alguns autores acreditam que os animais sentem o sofrimento, no entanto como é um parâmetro difícil de ser avaliado, apoiam esta visão com o objectivo de assim obterem melhores informações. Outros atribuem pouca importância ao que um animal sente, pois são da opinião que questões de bem-estar só são preocupantes quando os sistemas biológicos são afetados em termos de sobrevivência ou de reprodução. Uma outra vertente defende ambas as perspectivas, no entanto coloca as medidas de funcionamento biológico acima das comportamentais.

### Natureza dos animais
Esta visão postula que o bem-estar animal é obtido se os animais se encontrarem em locais naturais onde possam comportar-se de forma natural, ou seja, onde possam realizar os comportamentos específicos da espécie. Para testar esta vertente muitos estudos comparam o comportamento dos animais em estado selvagem e em cativeiro. Outros tentam recriar as características do meio selvagem para que os animais usem todo o seu repertório comportamental. Este conceito tem limitações respeitantes à mutabilidade do comportamento animal, muitas vezes como forma de adaptação ao ambiente que o rodeia.
No geral, as três vertentes anteriores convergem para um bem-estar em que o comportamento animal é natural, adaptativo ao ambiente e que permita um bom funcionamento biológico a nível de sobrevivência, saúde e sucesso reprodutivo.

## Bem-estar de animais que exercem trabalhos
Desde sempre alguns animais são usados pela humanidade para facilitar o seu trabalho aproveitando-se de sua força, sendo tanto no campo (exemplo são equinos e bovinos usados para facilitação na agricultura) quanto no meio urbano (exemplo de cães e equinos usados pela polícia), com isso por meio de ética, moral e de melhorar a qualidade de vida destes animais é necessário o bem-estar deles para favorecer sua saúde, qualidade de vida e evitar estresses fisiológicos.
Certos animais como equinos, bovinos e outros animais são usados para exercer trabalhos brutos, séculos atrás, antes da industrialização eram 10x mais usados para trabalhos que necessitavam de alta demanda de força bruta, principalmente para o fornecimento de energia, engenhos de moinhos de cana, carregamento de materiais pesados e transporte de indivíduos, estes tipos de trabalhos podem ocasionar lesões de pele e músculos podendo deixar o animal sem movimentação.
Os indivíduos que os forçavam a fazer esses trabalhos brutos não ligavam para o bem-estar destes animais, os usando-os até o seu limite, ocasionando o maus tratos destes animais levando-os a terem doenças ou até mesmo a morte precoce. Após a industrialização (o investimento de maquinaria) e a criação de leis (como a lei prevista Artigo 225, VII da Constituição brasileira de 1988), serviram  para evitar o maus tratos e favorecer o bem-estar animal, ocorrendo a diminuição do uso destes animais. Nos dias atuais ainda são usados animais para exercer trabalhos que necessitam de força bruta, como em grande parte na agricultura, porém, comparado a épocas anteriores, os indivíduos que trabalham com esses animais tendem a ter mais decência do que os indivíduos que usavam e abusavam destes animais décadas atrás .

## Medidas de bem-estar animal
O bem–estar animal pode ser medido através de metodologias que reflitam com exatidão este conceito em diferentes situações. Parâmetros e métodos que permitam esta avaliação devem ser consensuais e pouco subjetivos. Estes são divididos em dois grandes grupos, fisiológicos e comportamentais.
Em termos fisiológicos, são comumente avaliados sinais de stress como as endorfinas, corticosteróides, batimento cardíaco, entre outros. Contudo há limitações respeitantes a esta análise, uma vez que fatores genéticos e/ou ambientais podem produzir diferentes outcomes físicos, mesmo que o estado mental do animal não esteja comprometido. Por exemplo, um cão pode encontrar-se de perfeita saúde, mas ansioso, apresentando parâmetros fisiológicos alterados por se estar pontualmente numa situação de stress. Outra limitação reside na difícil interpretação desses factores que podem ser aumentados tanto por experiências positivas (presença de semelhante) como por negativas (presença de predador).
Por outro lado, apesar de nos fornecer grande número de informações, o estudo de emoções e factores comportamentais nos animais é limitado. Uma das abordagens desta avaliação é o estudo da comunicação entre animais. Estudos de Poindron & Levy (1990) exemplificam este facto ao demonstrarem que nas ovelhas o fortalecimento de relações parentais parece estar intimamente relacionado com a comunicação olfativa. A nível comportamental, as medições são muitas vezes feitas às situações e não ao próprio animal. As preferências e o esforço feito pelo animal em determinada tarefa dá indicação de quanto o animal necessita de determinado recurso e de como a sua ausência poderá afetar o seu bem-estar (Duncan & Mathews, 1997).